# Controlegeest
Een controlegeest is een vermeende entiteit aan gene-zijde waarvan het bestaan wordt aangenomen in veel spiritistische middens. Dit wezen, meestal een overleden persoon, zou controle uitoefenen over de betrouwbaarheid van de geesten die zich tijdens een spiritistische séance aandienen. 
Hij zou ook voor contacten kunnen zorgen tussen het medium met zijn/haar specifieke vragen en geschikte entiteiten in de andere wereld.
Een medium kan met heel wat verschillende entiteiten communiceren, maar zou slechts één of een heel beperkt aantal controlegeesten hebben, die levenslang of toch jarenlang met hem om haar verbonden zijn.
Volgens sommige auteurs, met name Eleanor Sidgwick van de Society for Psychical Research, is de controlegeest geen echte entiteit, maar een afsplitsing van de persoonlijkheid van het medium.